# Traubenmadonna

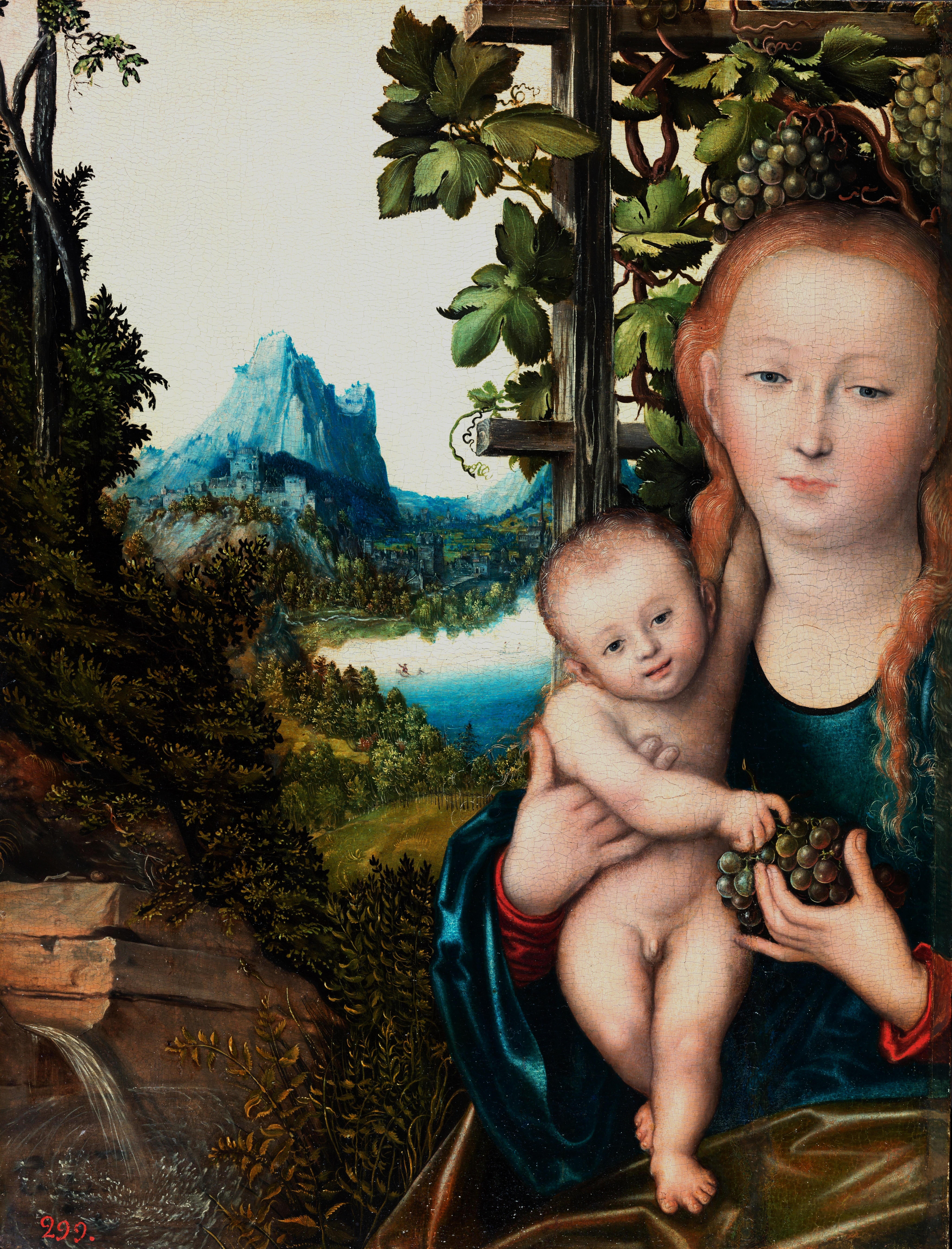
Lucas Cranach d.Ä.: Maria mit Kind (Traubenmadonna), um 1520

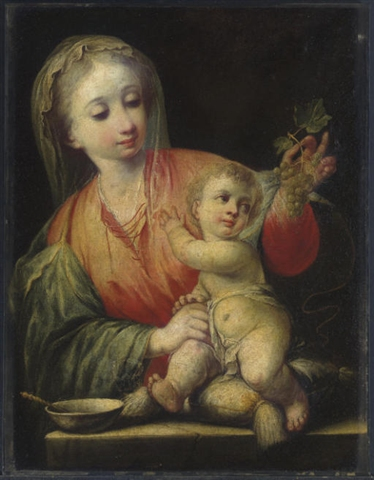
Andrea Celesti: Die Jungfrau mit den Trauben, um 1690

Als Traubenmadonna wird eine Mariendarstellung bezeichnet, bei der Maria und das Jesuskind mit einer Weintraube gezeigt werden.
Skulpturen oder Gemälde der Muttergottes mit der Traube entstanden vor allem in deutschsprachigen Weinbaugebieten an Mosel und Rhein, in Süddeutschland, Österreich und Tirol. Die Traubenmadonna galt als Schutzpatronin der Zunft der Weinschröter, die die Fässer mit Wein transportierten. Daher stammt auch die Bezeichnung „Schrötermuttergottes“. Von Winzern und in Orten mit Weinbau wird sie bis heute verehrt.
Maria wird meist sitzend dargestellt, sie kann eine Krone, ein Zepter oder eine Weltkugel tragen oder auch als Mondsichelmadonna dargestellt sein. Das Jesuskind sitzt oder steht auf ihrem Schoß oder ihrer Hand, es ist bekleidet oder nackt. Meist hält Maria die Traube, in manchen Darstellungen greift das Kind danach, hält die Traube oder reicht sie dem Betrachter.
Zahlreiche Darstellungen einer Traubenmadonna entstanden im 14. bis 16. Jahrhundert, der Zeit der Spätgotik und Renaissance. Eines der bekanntesten Gemälde stammt von Lucas Cranach dem Älteren, der das Thema wiederholt gestaltet hat.

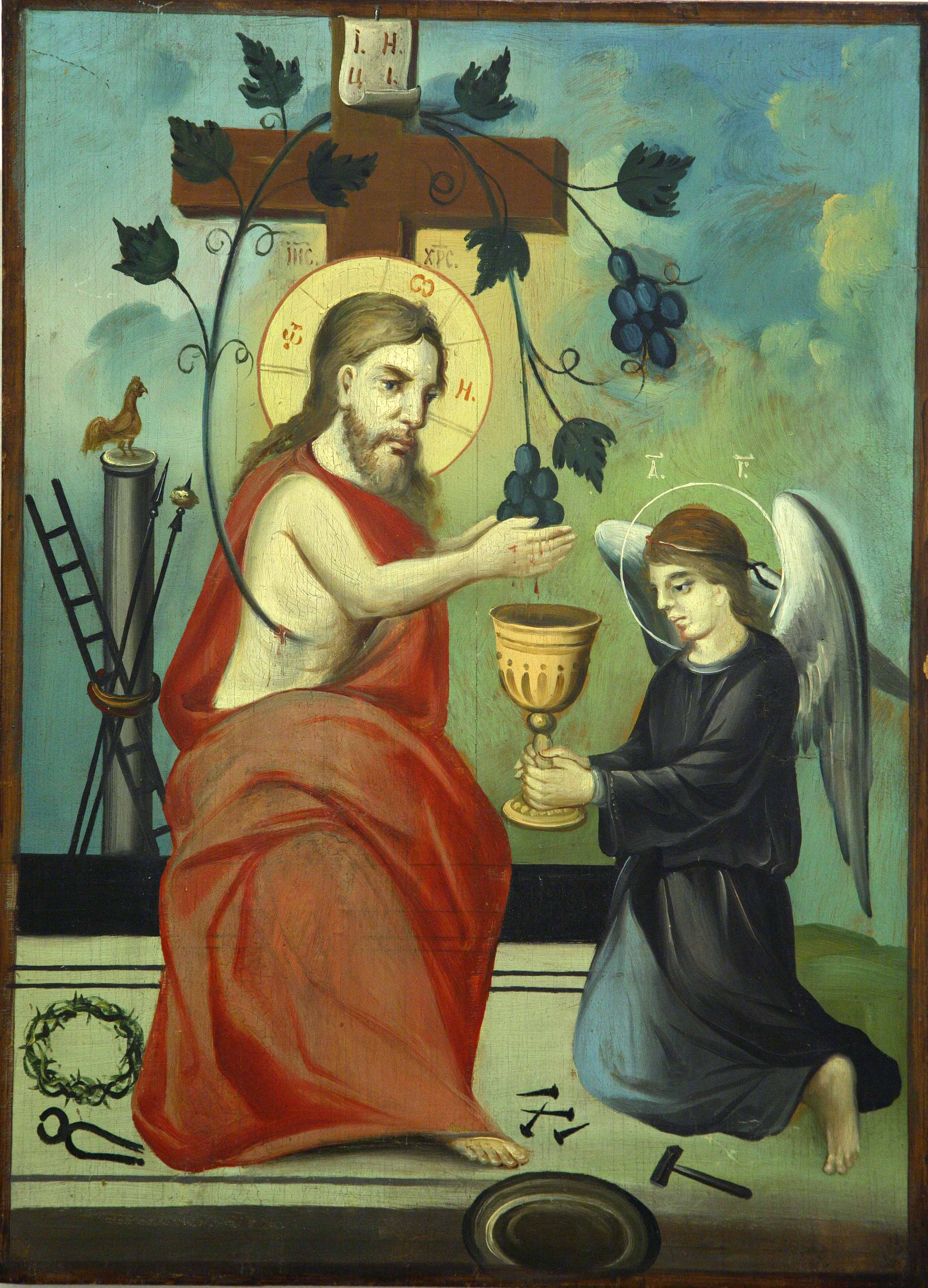
Christus, der wahre Weinstock (Russische Ikone, 19. Jahrhundert)

Das Motiv wird häufig als Symbol des späteren Leidens Christi gedeutet. Die Traube symbolisiert sein am Kreuz vergossenes Blut; Jesus reichte seinen Jüngern beim Abendmahl am Vorabend seiner Kreuzigung den Kelch mit Wein und sagte: „Das ist mein Blut, das Blut des Bundes, das für viele vergossen wird.“ (Mk 14,23–24 ) Andere Erklärungen nennen Adam und Eva im Paradies, wo Eva Adam einen Apfel reicht (Gen 3,6 ), ferner die Weintraube, die die Kundschafter des Moses in Kanaan als Zeichen für das Gelobte Land fanden (Num 13,23 ), und die Erzählung von der Hochzeit zu Kana, als Maria ihren Sohn Jesus darauf hinweist, dass kein Wein mehr vorhanden sei (Joh 2,3 ).
Vergleichbar damit sind Darstellungen des gekreuzigten Jesus als „der wahre Weinstock“ (Joh 15,1 ). Dabei fließt das Blut aus seiner Seitenwunde als Wein in den Abendmahlskelch.